# Frits Damrow
Frits Damrow is een Nederlands trompettist.

## Opleiding
Damrow studeerde trompet en HaFa-directie aan het Conservatorium Maastricht. Daarna studeerde hij verder bij James Stamp (Verenigde Staten), Thomas Stevens (VS) en bij Pierre Thibaud (Parijs).

## Activiteiten

### Orkest
Van 1982 tot 1991 was Damrow solotrompettist bij het Radio Symfonie Orkest. Van 1991 tot 2010 was hij solotrompettist in het Koninklijk Concertgebouw orkest. Van 2013 tot 2014 was Frits Damrow solotrompettist in het Sinfonie Orchester Basel.

### Solist
Als solist speelde Damrow in onder meer Italië, Duitsland, Spanje, Rusland, Verenigde Staten, Japan, Mexico, Canada en Georgië zowel met piano en orgel als met orkest. Op een aantal cd's is hij als solist te horen.

### Docent
Damrow was tot 2010 hoofdvakdocent trompet aan het Conservatorium van Amsterdam. Daarvoor gaf hij les aan de conservatoria van Maastricht en Hilversum. Sinds 2009 is Frits Damrow Professor für Trompete aan de Hochschule der Künste in Zùrich, Zwitserland.
Hij is gastdocent bij een aantal festivals in het buitenland, zoals Instrumenta Verano (Mexico), Musica in Santa Fiora (Italië), de Mannheimer Summer Academy en bij Sauerland Herbst (Duitsland). Hij gaf masterclasses en recitals bij o.a. het Curtis Institute in Philadelphia, het conservatorium van San Francisco, Richard Strauss Konservatorium in München, het Tsjaikovsky Conservatorium en de Gnesin Akademie in Moskou, De Shobi University in Tokyo en de Kioyku University in Osaka. Regelmatig wordt hij uitgenodigd door de Hamamatsu Wind Instrument Academy in Japan en het Affinis Festival in Japan om Masterclasses en concerten te geven.
Damrow publiceerde een aantal studieboeken voor trompet